# 博览中心站 (青岛市)
博览中心站，位于中华人民共和国山东省青岛市即墨区，是青岛地铁11号线的地铁车站，设备集中车站。